# Гербутов, Валерий Александрович
Валерий Александрович Гербутов (31 марта 1946, Краснодон, УССР — 6 июня 2012, Минск)  — советский белорусский педагог, школьный преподаватель физики, последний обладатель звания «Учитель года СССР» (1991).

## Биография
Валерий Гербутов родился 31 марта 1946 года в Краснодоне в семье военнослужащего.
В 1963 году окончил с отличием школу № 1 Ставрополя.
В 1967 году, в Москве, у него родился сын Гербутов Олег Валерьевич. Умер в 1995 году в городе Ставрополь. Так же есть внук Гербутов Станислав Олегович 1989 года рождения, проживает в городе Ставрополе.
В 1969 году с отличием окончил физический факультет МГУ по специальности «теоретическая физика» (610-я группа).
По окончании учёбы более десяти лет проработал в Бресте преподавателем Брестского инженерно-строительного института.
Расставшись с теоретической физикой и переехав в Минск в связи с семейными обстоятельствами (женитьба на гражданке Болгарии Виолетте Григоровой), Гербутов вынужден поступить на работу в школу № 49 учителем технического труда. В его обязанности также входило преподавание нескольких уроков черчения и физики в неделю. С февраля 1980 г. перешел на ставку учителя физики.
В 1991 году Гербутов занял третье место на республиканском конкурсе «Учитель года», а затем выиграл всесоюзный конкурс, став его вторым и последним победителем. 20 сентября 1991 года награду конкурса «Хрустальный пеликан» ему вручил глава СССР Михаил Сергеевич Горбачёв. Встреча Горбачёва с Гербутовым продолжалась более часа, и в ней участвовали также председатель Комитета по высшей и средней школе Геннадий Ягодин и главный редактор «Учительской газеты» Пётр Положевец. Как вспоминал Положевец, участники встречи «набросали тогда столько идей, которым требовалась поддержка, что по нынешним меркам их бы вполне хватило на федеральную программу развития образования», но реализовать ничего из предложенного времени уже не осталось, так как распался Советский Союз.
После победы в конкурсе, как вспоминает ученик Гербутова, доцент БНТУ Алексей Иванов, нормой стали открытые уроки, на которых присутствовало по 40—50 учителей из других школ. Во главу угла в преподавании физики Гербутовым был поставлен живой эксперимент, а одним из приёмов стали «суды» над физическими явлениями. На уроках по физике ученики Гербутова регулярно писали сочинения — например, от имени молекулы. Старшеклассникам Гербутов поручал составлять задачи и контрольные для младших классов, но при этом если сами они плохо решали эти задачи, то получали соответствующие низкие оценки.
В качестве учителя физики Гербутов — один из авторов концепции преподавания физики в двенадцатилетней школе, участник разработки школьной реформы в Белоруссии и методик интенсификации процесса обучения и соавтор учебных пособий по физике для средней школы — стал магистром педагогических наук, делегатом I Белорусского съезда учителей, получил звание Заслуженного учителя Республики Беларусь.
После 15 лет работы в школе № 49 Гербутов несколько лет преподавал физику в минской гимназии «МОКА». В последние годы жизни он вынужден был расстаться со школой. Он скончался после продолжительной болезни и 11 перенесённых операций 6 июня 2012 года.